# عباس بن ناصح الجزيري
عباس بن ناصح الجزيري هو أبو العلاء عباس بن ناصح الجزيري الثقفي الأندلسي المصمودي. كان من أهل العلم باللغة العربية من الشعراء المجودين، وكان منجب الولادة، ولي قضاء بلد الجزيرة مع شذونة، ووليه بعده ابنه عبد الوهاب بن عباس ثم ابنه محمد بن عبد الوهاب، وكلهم شعراء علماء أدباء ذوو شرف، ومنهم عباس بن عبد الرحمن ابن عباس بن ناصح، كان فقيهاً عالماً لغوياً حافظاً أدرك جده وأخذ عنه. وتوفي أبو العلاء عباس بن ناصح في أواخر أيام الأمير عبد الرحمن بن الحكم بعد 230 هـ.